# Verbe neregulate în limba engleză
| Infinitiv [Forma de bază] | Past Simple [Forma a II-a] | Past Participle' [Forma a III-a] | Sensul în limba română                           |
| arise                     | arose                      | arisen                           | (a se) ridica                                    |
| awake                     | awoke                      | awoken                           | (a se) trezi                                     |
| be                        | was/were                   | been                             | (a) fi                                           |
| bear                      | bore                       | borned/born                      | (a) purta, (a) duce                              |
| beat                      | beat                       | beaten                           | (a) lovi, învinge                                |
| become                    | became                     | Become                           | (a) deveni (ceva)                                |
| begin                     | began                      | begun                            | (a) începe                                       |
| bend                      | bent                       | bent                             | (a se) îndoi                                     |
| bet                       | bet                        | bet                              | (a) paria                                        |
| bid (offer)               | bid                        | bid                              | (a) face o ofertă, (a) promite                   |
| bind                      | bound                      | bound                            | (a) lega                                         |
| bite                      | bit                        | bitten                           | (a) mușca                                        |
| bleed                     | bled                       | bled                             | (a) sângera                                      |
| blow                      | blew                       | blown                            | (a) sufla                                        |
| break                     | broke                      | broken                           | (a) rupe, (a) sparge                             |
| breed                     | bred                       | bred                             | (a) crește, (a) naște                            |
| bring                     | brought                    | brought                          | (a) aduce                                        |
| broadcast                 | broadcast                  | broadcast                        | (a) difuza, (a) transmite (radio, TV)            |
| build                     | built                      | built                            | (a) construi                                     |
| burn                      | burnt/burned               | burnt/burned                     | (a) arde                                         |
| burst                     | burst                      | burst                            | (a) exploda                                      |
| buy                       | bought                     | bought                           | (a) cumpăra                                      |
| can                       | could                      | couth (formă arhaică)            | (a) fi în stare, (a) putea (verb auxiliar modal) |
| cast                      | cast                       | cast                             | (a) arunca                                       |
| catch                     | caught                     | caught                           | (a) prinde                                       |
| choose                    | chose                      | chosen                           | (a) alege                                        |
| cling (to)                | clung                      | clung                            | (a se) agăța                                     |
| clothe                    | clothed/clad               | clothed/clad                     | (a) (se) îmbrăca, înveșmânta                     |
| come                      | came                       | come                             | (a) veni                                         |
| cost                      | cost                       | cost                             | (a) costa                                        |
| creep                     | crept                      | crept                            | (a se) târâ                                      |
| cut                       | cut                        | cut                              | (a) tăia                                         |
| deal (with)               | dealt                      | dealt                            | (a se) ocupa (cu)                                |
| dig                       | dug                        | dug                              | (a) săpa                                         |
| do                        | did                        | done                             | (a) face                                         |
| draw                      | drew                       | drawn                            | (a) desena, (a) trage                            |
| dream                     | dreamt/dreamed             | dreamt/dreamed                   | (a) visa                                         |
| drink                     | drank/drunk (Sudul SUA)    | drunk                            | (a) bea                                          |
| drive                     | drove                      | driven                           | (a) conduce                                      |
| eat                       | ate                        | eaten                            | (a) mânca                                        |
| fall                      | fell                       | fallen                           | (a) cădea                                        |
| feed                      | fed                        | fed                              | (a) hrăni                                        |
| feel                      | felt                       | felt                             | (a) simți                                        |
| fight                     | fought                     | fought                           | (a) lupta                                        |
| find                      | found                      | found                            | (a) găsi                                         |
| flee                      | fled                       | fled                             | (a) fugi din                                     |
| fly                       | flew                       | flown                            | (a) zbura                                        |
| forbid                    | forbade                    | forbidden                        | (a) interzice                                    |
| forget                    | forgot                     | forgotten                        | (a) uita                                         |
| forgive                   | forgave                    | forgiven                         | (a) ierta                                        |
| freeze                    | froze                      | frozen                           | (a) îngheța                                      |
| get                       | got                        | got (UK)/gotten (US)             | (a) primi, (a) procura                           |
| give                      | gave                       | given                            | (a) da                                           |
| go                        | went                       | gone                             | (a) merge                                        |
| grind                     | ground                     | ground                           | (a) măcina                                       |
| grow                      | grew                       | grown                            | (a) crește                                       |
| hang                      | hung/hanged                | hung/hanged                      | (a) atârna                                       |
| have                      | had                        | had                              | (a) avea, (a) poseda                             |
| hear                      | heard                      | heard                            | (a) auzi                                         |
| hide                      | hid                        | hidden                           | (a) ascunde, (a se) ascunde                      |
| hit                       | hit                        | hit                              | (a) lovi                                         |
| hold                      | held                       | held                             | (a) ține                                         |
| hurt                      | hurt                       | hurt                             | (a) răni                                         |
| keep                      | kept                       | kept                             | (a) păstra                                       |
| kneel                     | knelt/kneeled              | knelt/kneeled                    | (a) îngenunchea                                  |
| know                      | knew                       | known                            | (a) ști                                          |
| lay                       | laid                       | laid                             | (a) așeza, (a) a pune                            |
| lead                      | led                        | led                              | (a) conduce                                      |
| lean (against)            | leant/leaned               | leant/leaned                     | (a se) rezema                                    |
| leap                      | leapt/leaped               | leapt/leaped                     | (a) sări                                         |
| learn                     | learnt/learned             | learnt/learned                   | (a) învăța, (a) afla                             |
| leave                     | left                       | left                             | (a) părăsi, (a) pleca                            |
| lend                      | lent                       | lent                             | (a) împrumuta                                    |
| let                       | let                        | let                              | (a) permite                                      |
| lie                       | lay                        | lain                             | (a se) culca, (a se intinde)                     |
| light                     | lit/lighted                | lit/lighted                      | (a) aprinde                                      |
| lose                      | lost                       | lost                             | (a) pierde                                       |
| make                      | made                       | made                             | (a) face                                         |
| mean                      | meant                      | meant                            | (a) însemna, (a-și) pune în gând                 |
| meet                      | met                        | met                              | (a) întâlni                                      |
| pay                       | paid                       | paid                             | (a) plăti                                        |
| put                       | put                        | put                              | (a) pune                                         |
| quit                      | quit                       | quit                             | (a) părăsi, (a) pleca                            |
| read                      | read* [red]                | read* [red]                      | (a) citi                                         |
| ride                      | rode                       | ridden                           | (a) călări                                       |
| ring                      | rang                       | rung                             | (a) suna                                         |
| rise                      | rose                       | risen                            | (a) răsări (soarele)                             |
| run                       | ran                        | run                              | (a) alerga                                       |
| saw                       | sawed                      | sawn                             | (a) tăia cu ferăstrăul                           |
| say                       | said                       | said                             | (a) spune                                        |
| see                       | saw                        | seen                             | (a) vedea                                        |
| seek                      | sought                     | sought                           | (a) căuta                                        |
| sell                      | sold                       | sold                             | (a) vinde                                        |
| send                      | sent                       | sent                             | (a) trimite                                      |
| set                       | set                        | set                              | (a) regla, (a) seta                              |
| sew                       | sewed                      | sewn/sewed                       | (a) coase                                        |
| shake                     | shook                      | shaken                           | (a) scutura                                      |
| shed                      | shed                       | shed                             | (a) năpârli                                      |
| shine                     | shone                      | shone                            | (a) straluci                                     |
| shoot                     | shot                       | shot                             | (a) trage (cu arma)                              |
| show                      | showed                     | shown                            | (a) arăta, (a) prezenta                          |
| shrink                    | shrank                     | shrunk                           | (a se) comprima                                  |
| shut                      | shut                       | shut                             | (a) închide                                      |
| sing                      | sang                       | sung                             | (a) cânta                                        |
| sink                      | sank                       | sunk                             | (a se) scufunda                                  |
| sit                       | sat                        | sat                              | (a se) așeza                                     |
| sleep                     | slept                      | slept                            | (a) adormi                                       |
| slide                     | slid                       | slid                             | (a) aluneca                                      |
| smell                     | smelt/smelled              | smelt/smelled                    | (a) mirosi                                       |
| speak (to)                | spoke                      | spoken                           | (a) vorbi                                        |
| spell                     | spelt/spelled              | spelt/spelled                    | (a) ortografia                                   |
| spill                     | spilt/spilled              | spilt/spilled                    | (a) turna, (a) risipi                            |
| spend                     | spent                      | spent                            | (a) cheltui (bani), (a) petrece (timp)           |
| spit                      | spat                       | spat                             | (a) scuipa                                       |
| spin                      | span                       | spun                             | (a) învârti, (a) roti, (a) toarce                |
| split                     | split/spilled              | split/spilled                    | (a) împărți                                      |
| spread                    | spread                     | spread                           | (a) distribui, (a) extinde                       |
| spring                    | sprang                     | sprung                           | (a) sări                                         |
| spoil                     | spoilt/spoiled             | spoilt/spoiled                   | (a) strica                                       |
| stand                     | stood                      | stood                            | (a) sta (în picioare)                            |
| steal                     | stole                      | stolen                           | (a) fura                                         |
| stick                     | stuck                      | stuck                            | (a) lipi                                         |
| sting                     | stung                      | stung                            | (a) împunge                                      |
| stink                     | stank                      | stunk                            | (a) pute, (a) mirosi (urât)                      |
| stride                    | strode                     | stridden                         | (a) păși                                         |
| strike                    | struck                     | struck                           | (a) ataca, (a) lovi                              |
| strive                    | strove                     | striven                          | (a) se strădui                                   |
| swear                     | swore (sware)              | sworn                            | (a) jura                                         |
| sweep                     | swept                      | swept                            | (a) mătura                                       |
| swell                     | swelled                    | swollen                          | (a) se umfla                                     |
| swim                      | swam                       | swum                             | (a) înota                                        |
| take                      | took                       | taken                            | (a) lua, (a) prinde                              |
| teach                     | taught                     | taught                           | (a) învăța                                       |
| tear                      | tore                       | torn                             | (a) rupe                                         |
| tell                      | told                       | told                             | (a) spune, (a) povesti                           |
| think                     | thought                    | thought                          | (a) se gândi                                     |
| throw                     | threw                      | thrown                           | (a) arunca                                       |
| tread                     | trod                       | trod/trodden                     | (a) călca                                        |
| understand                | understood                 | understood                       | (a) înțelege                                     |
| undertake                 | undertook                  | undertaken                       | (a) iniția, (a se angaja)                        |
| wake                      | woke                       | woken                            | (a) trezi                                        |
| wear                      | wore                       | worn                             | (a) purta                                        |
| weave                     | wove/weaved                | woven/weaved                     | (a) țese                                         |
| weep                      | wept                       | wept                             | (a) plânge                                       |
| wet                       | wet                        | wet                              | (a) uda                                          |
| win                       | won                        | won                              | (a) câștiga                                      |
| wind                      | wound                      | wound                            | (a) roti                                         |
| wring                     | wrung                      | wrung                            | (a) răsuci                                       |
| write                     | wrote                      | written                          | (a) scrie                                        |

1. ↑  formă arhaică